# Manchester (Maine)
Manchester és una població dels Estats Units a l'estat de Maine (EUA). Segons el cens del 2000 tenia 2.465 habitants.

## Demografia
Segons el cens del 2000, Manchester tenia 2.465 habitants, 977 habitatges, i 733 famílies. La densitat de població era de 44,9 habitants/km².
Dels 977 habitatges en un 34,9% hi vivien nens de menys de 18 anys, en un 64,5% hi vivien parelles casades, en un 7,9% dones solteres, i en un 24,9% no eren unitats familiars. En el 20,3% dels habitatges hi vivien persones soles el 9,2% de les quals corresponia a persones de 65 anys o més que vivien soles. El nombre mitjà de persones vivint en cada habitatge era de 2,52 i el nombre mitjà de persones que vivien en cada família era de 2,9.
Per edats la població es repartia de la següent manera: un 24,8% tenia menys de 18 anys, un 5,2% entre 18 i 24, un 27,5% entre 25 i 44, un 27,4% de 45 a 60 i un 15,1% 65 anys o més.
L'edat mediana era de 42 anys. Per cada 100 dones de 18 o més anys hi havia 90,5 homes.
La renda mediana per habitatge era de 52.500 $ i la renda mediana per família de 59.048 $. Els homes tenien una renda mediana de 43.269 $ mentre que les dones 27.450 $. La renda per capita de la població era de 28.043 $. Entorn de l'1,8% de les famílies i el 2,5% de la població estaven per davall del llindar de pobresa.